# William Holabird
William Holabird (Amenia (Nueva York) , 11 de septiembre de 1854 - Illinois, 19 de julio de 1923) fue un arquitecto de estadounidense.
Holabird estudió en la Academia Militar de los Estados Unidos en «West Point», Nueva York y resignado se mudó a Chicago, donde se casó posteriormente. Trabajó para William Le Baron Jenney. En 1880, creó la firma «Holabird & Simonds» con Ossian Simonds, otro deliniante de la oficina de Jenney. Martin Roche se unió a él en 1881 y poco después el cementerio Graceland fue uno de sus primeros encargos. En 1883, Simonds dejó de ejercer para concentarse en el diseño del paisaje y la firma se renombró como Holabird & Roche.
Juntos contribuyeron a muchas innovaciones de la arquitectura del momento, especialmente el estilo que ahora es referencia  Escuela de Chicago. Diseñaron varios edificios de gran influencia, incluyendo el Edificio Marquette y el Gage Building. La posterior inclusión de la fachada fue diseñada por Louis Sullivan y se nombró como punto de referencia de la arquitectura de Chicago en 1662. 
William Holabird murió en 1923, y Martin Roche en 1927. El hijo de Holabird, John, asumió el control de la firma con John Wellborn Root, Jr., y ésta se renombró como Holabird & Root.